# Flines-lez-Raches
 Flines-lez-Raches  là một xã ở tỉnh Nord trong vùng Hauts-de-France, Pháp.